# Aeropuerto Internacional Diego Aracena
El Aeropuerto Internacional de Iquique - Diego Aracena Aguilar (IATA: IQQ, OACI: SCDA), antes llamado Chucumata, está ubicado a 45 kilómetros aproximadamente al sur de la ciudad de Iquique, Chile, a través de la nueva Autopista Ruta 1, lo que supone un viaje de 50 minutos desde la ciudad. Este aeropuerto es de carácter público.
Debe su nombre al aviador Diego Aracena Aguilar, comandante en jefe de la Fuerza Aérea de Chile entre 1932 y 1938, y el primer oficial de la FACH en la historia en ostentar el grado de General del Aire en 1936.
Tras una remodelación de 62 millones de dólares, se convirtió en el segundo aeropuerto de mayor superficie de terminales de Chile.

## Historia
El primer aeropuerto fue construido en 1973 para reemplazar al antiguo Aeródromo Cavancha, el cual fue inaugurado el 25 de marzo de 1937, y que se emplazaba en el sector sur de la ciudad. Desde este aeródromo partió el primer vuelo comercial entre Iquique y Santiago, a través de un avión Avro748 de Lan Chile, en 1969. Debido al crecimiento de Iquique el aeródromo quedó situado en el medio de la ciudad, lo que ocasionaba una serie de trastornos, además de protagonizar numerosos accidentes [cita requerida] debido a lo corto de su pista (1.780 metros de longitud).
El nuevo aeropuerto, llamado inicialmente Chucumata por su ubicación geográfica, contaba con una torre de control y un modesto galpón que servía como área de embarque y desembarque. Los pasajeros debían caminar por un costado de la losa de estacionamiento para acceder a la terminal o los aviones. Esto cambió en 1995, cuando se construyó la nueva terminal y el aeropuerto fue concesionado por el Estado chileno.

## Proyecto de ampliación del aeropuerto
La concesión anterior terminó el año 2008 y, por lo anterior, durante el primer semestre del año 2007 el Ministerio de Obras Públicas de Chile llamó a licitación para una nueva, que incluía la ampliación de las infraestructuras actuales, motivado por el aumento de pasajeros (484.789 pasajeros en el año 2001, según la Junta Aeronáutica Civil) registrado en los últimos 10 años, que lo ha situado como el cuarto aeropuerto de mayor tráfico a nivel nacional, tras Santiago, Antofagasta y Calama. La licitación fue adjudicada al Consorcio AEROTAS, conformado por las empresas TECSA, Inversiones Arrigoni e Ingeniería y Construcciones Sifón Ltda., quienes invertirán unos US$ 12 millones durante los próximos 10 años.
La terminal cuenta actualmente con 2 niveles, 3 mangas de embarque y 3 cintas para el transporte de equipaje, y servicios, además de transporte y alquiler de vehículos. Mediante Decreto Supremo N.º 237 de fecha 26 de julio de 2012, el Ministerio de Obras Públicas adjudicó al consorcio integrado por las empresas A-port Chile S.A. y Holding IDC S.A., la concesión de la obra pública fiscal denominada "Aeropuerto Diego Aracena Iquique”.
Ambas empresas, constituyen Sociedad Concesionaria Aeropuerto de Iquique S.A. con fecha 7 de noviembre de 2012. El objeto de esta sociedad será la ejecución, conservación, reparación y explotación de la obra pública indicada, mediante el Sistema de Concesiones, realizando la prestación y explotación de los servicios aeronáuticos y no aeronáuticos asociados a ella y el uso y goce sobre los bienes nacionales de uso público o fiscales, destinados a desarrollar la obra entregada en concesión y las áreas y servicios que se convengan.
El porcentaje de participación de las empresas es el siguiente:
- A-port Chile S.A. 99,9%
- Holding IDC S.A. 0,1%%

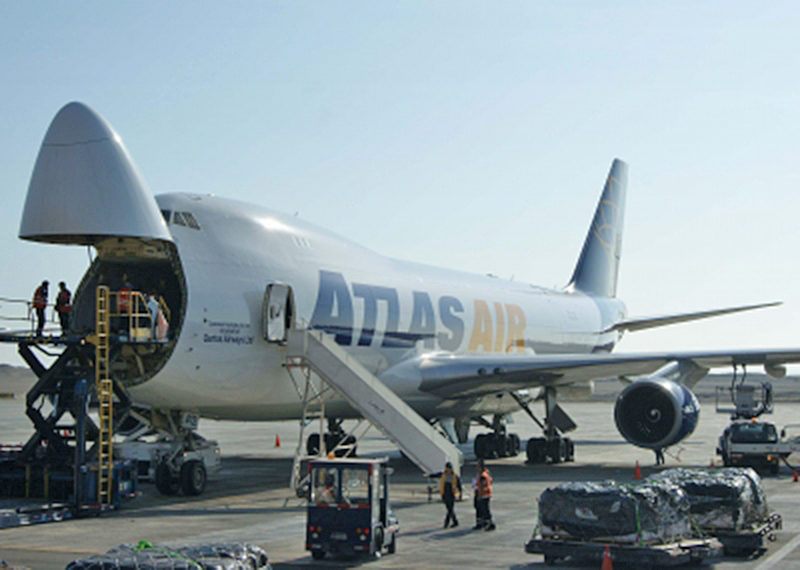
Boeing 747 - Atlas Air descargando en el Aeropuerto Internacional Diego Aracena Aguilar

Desde el 1 de enero de 2013, está a cargo de la administración del aeropuerto Sociedad Concesionaria Aeropuerto de Iquique S.A, la cual deberá llevar a cabo dentro de los 4 años que dura su concesión, una serie de inversiones, tales como la ampliación de la Terminal de pasajeros, la cual aumentará al doble los metros cuadrados construidos, instalación de una 4° manga de embarque, nuevas instalaciones sanitarias y eléctricas, paisajismo entre otras inversiones. Luego que termine esta última concesión de 4 años, se llamara a licitación nuevamente para poder ampliar la terminal aérea y así poder recibir 3.000.000 de pasajeros anuales por los próximos 10 años.
También está en estudio un proyecto que conectaría el aeropuerto con la ciudad de Iquique a través de una autopista, debido al incremento en el flujo vehicular en la Ruta A-1, proyecto que fue presentado por el MOP como inversión de interés público en diciembre de 2007. Sin embargo, recién en el año 2012 comenzó la construcción de la Autopista Costera, así el que tránsito será más expedito y acortará los tiempos de viaje entre la ciudad y el aeropuerto.

## Características técnicas
Su referencia geográfica es 20°32´ de latitud sur y 70°10´de longitud oeste; su elevación del mar es de 47,85 metros. Su pista es de 3350 metros de largo y 45 metros de ancho, apta para cualquier tipo de aeronaves, lo que convierte al aeropuerto en el segundo del país, solo superado por el Aeropuerto Internacional Arturo Merino Benítez de Santiago.
Asimismo, existe una calle de rodaje paralela (Alfa) de 23 metros de ancho, que es utilizada también por las instalaciones de la Base Aérea Los Cóndores, donde se asienta la I Brigada Aérea de la Fuerza Aérea de Chile. Además, desde el mismo terminal opera el Pelotón de Aviación N.º 6 del Ejército de Chile, el Grupo Aeronaval Norte de la Armada de Chile y un hangar de la Prefectura Aérea de Carabineros de Chile.

## Aerolíneas y destinos
Las aerolíneas que operan en este aeropuerto son LATAM Airlines, Sky Airline, JetSmart, Amaszonas, Aerovías DAP, Paranair y Atlas Air (Carga). Los papeos de aviones que operan en este aeropuerto son Airbus A320, Airbus A321, Boeing 737 , Boeing 787, Boeing 727 (Carga y pasajeros) , Boeing 747 (carga) y Embraer.

### Destinos nacionales
| Ciudad            | Nombre del aeropuerto                          | Aerolíneas                           |
| ----------------- | ---------------------------------------------- | ------------------------------------ |
| La Serena         | Aeropuerto Internacional La Florida            | JetSmart / Sky Airline               |
| Santiago de Chile | Aeropuerto Internacional Arturo Merino Benítez | JetSmart / LATAM Chile / Sky Airline |
| Concepción        | Aeropuerto Internacional Carriel Sur           | JetSmart / LATAM Chile / Sky Airline |

## Destino Internacional
| Ciudades por países                   | Aeropuerto                         | Aerolíneas                                                   |
| ------------------------------------- | ---------------------------------- | ------------------------------------------------------------ |
| Bolivia (1 destino, 1 aerolínea)      |                                    |                                                              |
| Santa Cruz de la Sierra               | Aeropuerto Internacional Viru Viru | Boliviana de Aviación (Inicia 21 de mayo del 2025) (Vía SCL) |
| Total: 1 destino, 1 pais, 1 aerolínea |                                    |                                                              |

### Estadísticas
| Lugar | Ciudad                  | Pasajeros | Cambio % | Aerolíneas                   |
| ----- | ----------------------- | --------- | -------- | ---------------------------- |
| 1     | Santiago de Chile       | 631.807   | 1,7%     | LATAM, Sky Airline, JetSmart |
| 2     | La Serena               | 55.440    | 8,5%     | JetSmart, Sky Airline        |
| 3     | Concepción              | 35.601    | 8,2%     | LATAM, Sky Airline, JetSmart |
| 4     | Santa Cruz de la Sierra | 8         | (+)      | Boliviana de Aviación        |

### Aerolíneas y/o destinos cesados
Línea Aérea Iquiqueña
- Arica, Chile
- Antofagasta, Chile

 LATAM Airlines
- Arica, Chile
- Calama, Chile
- Antofagasta, Chile
- Copiapó, Chile
- Concepción, Chile
- Salta, Argentina
- La Paz, Bolivia
- Santa Cruz de la Sierra, Bolivia
- Asunción, Paraguay

 Sky Airline
- La Paz, Bolivia
- Arequipa, Perú
- Arica, Chile
- Antofagasta, Chile
- Copiapó, Chile

 LAB
- La Paz, Bolivia
- Santa Cruz, Bolivia

 LATAM Brasil
- La Paz, Bolivia
- Santa Cruz, Bolivia
- Asunción, Paraguay
- São Paulo, Brasil
- Río de Janeiro, Brasil

 LATAM Paraguay
- Asunción, Paraguay

 LATAM Perú
- Lima, Perú

 Aero Continente
- Lima, Perú
- Arequipa, Perú

 Air Comet Chile
- Antofagasta, Chile
- Santiago, Chile

 PAL Airlines
- Arica, Chile
- Calama, Chile
- Antofagasta, Chile
- Copiapó, Chile
- Santiago, Chile

 Amaszonas
- Arica, Chile
- Calama, Chile
- Antofagasta, Chile
- Copiapó, Chile
- La Serena, Chile
- Lima, Perú
- La Paz, Bolivia
- Santa Cruz de la Sierra, Bolivia

 Paranair
- Asunción, Paraguay
- Salta, Argentina

 JetSmart
- Arica, Chile
- Calama, Chile
- Antofagasta, Chile

## Sin vuelos internacionales
- Información meteorológica y de navegación aérea sobre Aeropuerto Internacional Diego Aracena en FallingRain.com

- Datos: Q1431221
- Multimedia: Diego Aracena International Airport / Q1431221